# Tyrell Terry
 Tyrell Nate Terry (Valley City, 28 september 2000) is een Amerikaans voormalig basketballer die uitkwam in de NBA. Hij speelde als pointguard.

## Carrière
Terry was tijdens het seizoen 2019-2020 in het collegebasketbal actief voor de Stanford Cardinal. Als gevolg van goede statistieken tijdens dit seizoen stelde hij zich in 2020 kandidaat voor de NBA Draft. Tijdens deze draft werd Terry als 31e uitgepikt door de Dallas Mavericks. Op 1 december 2020 tekende Terry dan ook een contract bij de Mavericks. Tijdens zijn eerste seizoen werd hij ook uitgeleend aan Memphis Hustle, uitkomende in de NBA G-league. Hij mocht in 11 wedstrijden meespelen bij de Mavericks. Nadat in oktober 2021 zijn contract bij de Mavericks werd ontbonden tekende Terry in december 2021 een 10-daags contract bij Memphis Grizzlies, wat op 1 januari hem een contract opleverde. Ook in 2022 speelde Terry voornamelijk op uitleenbasis voor Memphis Hustle. Terry mocht maar 2 wedstrijden meespelen bij de Grizzlies, waardoor op 2 juli 2022 zijn contract werd ontbonden. 
Op 15 december 2022 maakte Terry bekend dat hij omwille van mentale problemen stopt met professioneel basketbal.

## Statistieken
| Legenda | Legenda                | Legenda | Legenda                 | Legenda | Legenda               |
| ------- | ---------------------- | ------- | ----------------------- | ------- | --------------------- |
| WG      | Wedstrijden gespeeld   | WS      | Wedstrijden als starter | MPW     | Minuten per wedstrijd |
| 2P%     | Twee-punterpercentage  | 3P%     | Drie-punterpercentage   | VW%     | Vrije-worppercentage  |
| RPW     | Rebounds per wedstrijd | APW     | Assists per wedstrijd   | SPW     | Steals per wedstrijd  |
| BPW     | Blocks per wedstrijd   | PPW     | Punten per wedstrijd    | Vet     | Hoogste in carrière   |

### Regulier seizoen NBA
| Seizoen  | Team              | WG | WS | MPW | 2P%   | 3P% | FW%  | RPW | APW | SPW | BPW | PPW |
| -------- | ----------------- | -- | -- | --- | ----- | --- | ---- | --- | --- | --- | --- | --- |
| 2020/21  | Dallas Mavericks  | 11 | 0  | 5,1 | 31,3  | 0   | 33,3 | 0,5 | 0,5 | 0,5 | 0   | 1,0 |
| 2021/22  | Memphis Grizzlies | 2  | 0  | 1,5 | 100,0 | 0   | 0    | 0   | 0   | 0   | 0   | 1,0 |
| Carrière | Carrière          | 13 | 0  | 4,5 | 35,3  | 0   | 33,3 | 0,5 | 0,5 | 0,4 | 0   | 1,0 |